# The Crew
The Crew fue un videojuego de conducción multijugador situado en un entorno de mundo abierto basado en los Estados Unidos, desarrollado por Ivory Tower y distribuido por Ubisoft, lanzado el 2 de diciembre de 2014 para PlayStation 4, Xbox One, Microsoft Windows y Xbox 360. Los servidores del juego fueron dados de baja el 31 de marzo de 2024, haciendo que el juego sea inutilizable.

## Características
El director creativo del videojuego, Julian Gerighty, dijo que el juego era de tipo rol con elementos multijugador a gran escala. El modo campaña del juego no está separado del modo multijugador, pero se puede jugar solo. Lo que destaca a The Crew sobre los demás juegos de carreras es su enorme mapa, que es una recreación a menor escala de los Estados Unidos. Se tarda aproximadamente una hora y media en ir de costa este a costa oeste y el jugador puede conducir tanto dentro de la carretera como fuera. En el juego los jugadores pueden formar crews para jugar carreras juntos y competir contra coches fantasma de los jugadores que tienen récords.
El modo campaña es de aproximadamente 20 horas de duración y se basa en el protagonista Alex Taylor, piloto de carreras ilegales al que le gusta mantenerse al borde de la ley. Los problemas llegan cuando su hermano es asesinado a sangre fría por un miembro de su banda que buscaba llegar al poder. Entonces un policía corrupto le acusa injustamente de cometer el crimen y va directo a la cárcel. Allí, un tiempo después, una agente del FBI le ofrece su ayuda para desmantelar todo el tinglado y, de esa manera, limpiar su nombre. Para ello, Taylor debe infiltrarse en la banda y hacerse conocido en todos los capítulos de la banda.

## Desarrollo
El equipo de desarrollo de Ivory Tower incluyó empleados de Eden Games y recibieron asistencia de Ubisoft Reflections. El videojuego está destinado a utilizar las características sociales y cooperativas de las videoconsolas de octava generación.
El 13 de agosto de 2014, Ubisoft confirmó que el juego también saldría para la videoconsola Xbox 360, con Asobo Studio desarrollándolo e Ivory Tower, Ubisoft Reflections y Ubisoft Shanghai colaborando. La razón por la que Ubisoft lanzó el juego para Xbox 360 y no para la PlayStation 3 ni para la Wii U es que la consola tiene una infraestructura y mecanismo más parecido a las videoconsolas de octava generación, lo que hace que el juego les resulte más fácil de programar para esta consola.

## Recepción
Recibió críticas favorables sobre The Crew, manteniéndose en un 60% de calificación para las consolas de sobremesa.

## Cierre y críticas
En diciembre de 2023, Ubisoft retiró The Crew y sus expansiones de todas las plataformas digitales, suspendió la venta de microtransacciones y anunció el cierre definitivo de los servidores del juego para el 31 de marzo de 2024, citando limitaciones de infraestructura de servidores y licencias como motivo. Como el juego dependía de una conexión permanente a internet incluso para el modo campaña, el cierre volvió el título completamente inaccesible, lo que generó fuertes críticas por parte de la comunidad. Días después del cierre, Ubisoft comenzó a revocar licencias del juego a quienes lo habían comprado previamente, impidiéndoles volver a descargarlo, incluso en casos de copias físicas. Esta decisión, adoptada sin reembolsos ni alternativas, fue duramente cuestionada por sentar un precedente negativo respecto de la propiedad digital.
La controversia se agravó cuando se descubrió que el juego contenía programación para un modo offline que nunca fue habilitado. Como respuesta el cierre, numerosos jugadores realizaron review bombing a The Crew 2 y The Crew Motorfest en Steam, calificándolos negativamente en protesta por el trato dado a sus predecesores.
En paralelo, el youtuber Ross Scott lanzó la campaña Stop Killing Games, instando a presentar quejas formales ante la Dirección General de Competencia, Consumo y Represión del Fraude de Francia (DGCCRF). La iniciativa se transformó en julio de 2024 en una petición ciudadana oficial de la Unión Europea. Requería un millón de firmas para ser considerada por la Comisión Europea, lo cual se alcanzó el 3 de julio de 2025.
Ante las críticas, Ubisoft anunció en septiembre de 2024 la incorporación de modos offline para The Crew 2 y The Crew Motorfest en el futuro, con el fin de evitar que esos títulos sufran un destino similar. Sin embargo, esta medida no apaciguó las críticas relacionadas con el cierre de los servidores del juego original.